# ローンオフェンダー
ローンオフェンダー（英語: lone offender）は、テロ組織に属さない個人が単独でテロ行為に及ぶことを表す用語である。
かつては一匹狼を意味するローンウルフ（英語: lone wolf）の呼称もあったが、こんにちではテロ行為者を美化しない言葉として、単独の攻撃者を意味するローンオフェンダーが世界的に使用されている。
英国王立防衛安全保障研究所ではローンアクター（Lone Actor、単独犯）の表記を使用している。
本項目では「ローンオフェンダー」に統一する。

## 概要
過激派などの組織に属さずに思想的背景もない個人が、自暴自棄などを動機としてテロ行為に及ぶことである。組織的なテロリズムと対比される表現、分類法（比喩法）である。もともと特にアメリカのマスコミがこの分類法を多用する傾向があるが、その影響を受けて日本のマスコミや当局もこの分類法（比喩法）を使うようになった。
ローンオフェンダーは組織に属さない個人が武器を密造し、水面下で犯行を計画することから、各国の情報機関や警察が予兆を察知できず治安上の脅威となっている。

## 歴史
活動形態の歴史
名誉毀損防止同盟の資料によると、ローンオフェンダーというテロリズムの形態そのものは、1990年代に白人至上主義者のアレックス・カーティスとトム・メッツガーによって提唱されたものとされており、メッツガーは秘密結社（地下組織）としての活動と対称的な存在として、「匿名の単独または少人数グループが、日常的に政府または特定の標的に対して攻撃する」という活動形態を提唱した。
分類用語としての使用の始まり
犯罪における犯人の行動類型としては、1970年代から1990年代にかけて世捨て人のような生活を送りながら数々の爆発物送付事件を単独で引き起こしたセオドア・カジンスキー（ユナボマー）の事例が知られており、連邦捜査局 (FBI) はカジンスキーの逮捕後に犯罪類型に「ローンウルフ型」を新たに加えた。
現在の定義では、ティモシー・マクベイらの犯行グループが引き起こしたオクラホマシティ連邦政府ビル爆破事件が、最も古典的なローンオフェンダーの重大犯罪として言及されることが多い。

## 具体的な事件例
- 児玉誉士夫邸セスナ機特攻事件 （1976年）
- オクラホマシティ連邦政府ビル爆破事件（1995年）
- フォートフッド銃乱射事件（英語版）[12]（2009年）
- ツーソン銃撃事件[12]（2011年）
- ノルウェー連続テロ事件[13][14]（2011年）
- ウィスコンシン州シク寺院銃乱射事件[12]（2012年）
- シドニー人質立て籠もり事件[15]（2014年）
- 台湾列車爆破事件[15]（2016年）
- 相模原障害者施設殺傷事件（2016年）
- 安倍晋三銃撃事件[16][17]（2022年）
- 岸田文雄襲撃事件[2][18]（2023年）
- ドナルド・トランプ暗殺未遂事件[19][20]（2024年）
- 深圳日本人男児刺殺事件[21]（2024年）

## 呼称の疑義・類似犯罪との線引き
「社会的に孤立したローンオフェンダーによる事件」と報道されていても、実際は過激派のコミュニティの一員であり、自分が運動に参加していると認識していた犯人は少なくない。
欧米におけるISのテロは、IS支配地域の工作員に企画され、インターネットや先進国に潜伏するリクルーターを通じて勧められ、指示された者が実行した「リモコン型テロ」が少なくないことが明らかになっている。ニューヨーク・タイムズのルクミニ・カリマキ記者は2017年2月4日、ISとなんらかの関係があった2014年10月以後のテロを、各国当局者の見方をもとに、１）IS支配地域渡航者が実行したか、実行犯に直接働きかけた5件、２）リモコン型11件、３）関係不詳またはISから実行犯へ連絡のなかったローンオフェンダー型27件、に分類している 。

### 六辻彰二の主張
「通り魔」と「テロリスト」はいずれも社会を敵視し、他人を殺傷する点では共通する。ただし、両者は厳密には別のものであると六辻彰二は指摘している。
通り魔の動機はどこまで突き詰めても個人的なもので、他人を殺傷して自分の恨みを精算するものになりやすいのに対し、テロリストは「自分の恨みを晴らす」とは言わず、何らかのあるべき社会全体のために戦っていると言おうとする。その理由として多くの国では過激な政治・宗教団体の活動に参加するハードルが高くなく、これがリアルな結びつきを生み、他人と立場を共有する場になる。つまりネットやリアル空間などで、同志と連携する機会が生まれやすいといえる。テロリストの多くはコミュニティを通じて、運動に参加しているという連帯感を覚え、敵を殺害すべきだという規範を強め、事件を実行した。
即ちボストンマラソン爆弾テロ事件やクライストチャーチモスク銃乱射事件など、たとえ事件の実行そのものは単独で行っていたとしても、動機の形成やテロ計画の過程などにおいて、ほとんどのテロリストは特定の勢力からの影響を受けている。
日本では、川崎市登戸通り魔事件など孤独や自暴自棄に陥った単独犯が無差別殺傷事件を起こすことが定説となっており、実行犯が1人の殺傷事件のことを総じて「ローンオフェンダー」という呼んでしまう人がいるが、むしろテロでない重大事件が多く起きていることの方が日本の特徴であると六辻彰二は主張している。
なお日本の無差別殺傷事件の類比として、アメリカで問題視されている銃犯罪が挙げられることがあるが、それらの事件にもテロ事件であるものとそうでないものが存在する。近年では、2016年のオーランド銃乱射事件はイスラム過激派によるテロ、マージョリー・ストーンマン・ダグラス高校銃乱射事件やエルパソ銃乱射事件 (2019年)は白人至上主義の右翼過激派によるテロであるとされている。
故にライデン大学のバート・スクールマン講師ら研究者7名によると、これらの事件を安易にローンオフェンダーと呼んでしまう風潮は、事件への正しい認識や真相解明を妨げるほか、テロを未然に摘発する可能性を否定しテロ対策を困難にするので、作られるべきではなかったという。

## 発生の防止法
「日本のローンオフェンダーは海外と違った傾向があり、対策が難しい」（警察庁関係者）。国際的な過激派組織や日本国内の極左、極右などは組織的背景や主張が明確で、動向も想定できるとされる。だが、宗教や人種をめぐる激しい対立がない日本では「行動原理も絞り込みにくくなる」（警察庁関係者）ためである。
実行前にSNSで犯行を示唆するような書き込みを行う事例があるため、インターネットの監視も検討されている。
2025年4月1日、警視庁公安部は日本で初めてとなるローンオフェンダーの専従部署「公安3課」を発足させた。
また、警察庁は2025年の第27回参議院議員通常選挙にあたり「LO脅威情報統合センター」を設置。SNSに書き込まれる殺害予告などを分析して各地の警察と共有、書き込みを行った本人に接触するなど要人警護にも活用した。
国末憲人の主張
国末憲人の主張によると、多くの単独行動テロリストがイデオロギー的に過激化してテロを計画準備するまで、むしろ周囲との社会的な関係が大きな作用を果たしている、という。テロ対策のいくつかの鍵もここにある、と国末憲人は主張した。一つは、ホームグロウン・テロリストやリクルーター、筋金入りの過激派といった欧州の一団と、中東に本拠地を置く一団とのつながりを出入国管理や情報を管理することによって断ち切ることであり、もう一つは、アルカイダやイスラム国の活動そのものを封じ込めることにほかならない、と国末憲人は主張した。